# بيتر غالاغير
بيتر غالاغير (بالإنجليزية: Peter Gallagher)‏ هو لاعب دوري الرغبي أسترالي، ولد في 21 يناير 1937 في تاونسفيل في أستراليا، وتوفي في 23 نوفمبر 2003.